# Arvid Richert
Arvid Gustaf Richert, född 5 april 1887 i Gustavi församling i Göteborgs och Bohus län, död 22 augusti 1981 i Göteborgs domkyrkoförsamling i Göteborgs och Bohus län, var en svensk diplomat och ämbetsman. Han var envoyé i Berlin 1937–1945 och landshövding i Älvsborgs län 1949–1954.

## Biografi

### Tidig karriär
Efter mogenhetsexamen vid Beskowska skolan i Stockholm 1906 inskrevs Arvid Richert vid Uppsala universitet 1907 och avlade där juris kandidatexamen 1914. Han blev underlöjtnant i fortifikationens reserv 1909 och var löjtnant där 1915–1918. Han gjorde tingstjänstgöring i Hedemora domsaga 1914–1916 och var ledamot av styrelsen för Klosters AB i Långshyttan 1914–1918, varpå han var disponentassistent där 1917–1918.
Åren 1918–1936 var han anställd i Utrikesdepartementet, däribland som tillförordnad andre legationssekreterare 1919–1920, vid ambassaderna i Bryssel och Haag 1920–1921, som förste legationssekreterare vid ambassaden i Helsingfors 1921–1925, som chef för Första byrån i Handelspolitiska avdelningen 1925–1926, som chef för Personal- och räkenskapsbyrån i Personal- och administrativa avdelningen 1926–1928, som chef för Personal- och administrativa avdelningen 1928–1931 tillika ledamot av Antagningskommissionen 1928–1931, med titeln utrikesråd från 1930, och som chef för Handelsavdelningen 1931–1936 (dock tjänstledig 1934–1936). Han var ledamot av Traktatberedningen tillika ledamot av 1932 års handelskommitterade 1932–1937. Richert tjänstgjorde som statssekreterare tillika expeditionschef i Handelsdepartementet 1934–1937; först som tillförordnad 1934–1936, därefter som ordinarie 1936–1937.

### Envoyé i Berlin
Richert var envoyé i Berlin från den 29 januari 1937 till den 23 april 1945, det vill säga nästan ända fram till andra världskrigets slut. När en efterträdare som utrikesminister till Rickard Sandler skulle utses 1939 var Richert en av kandidaterna.
Hans korrespondens under andra världskriget med utrikesminister Christian Günther gav regeringen ytterst viktig information; han kunde berätta för regeringen redan i mars 1940 att Norge och Danmark skulle invaderas, vilket inträffade 9 april samma år. En av hans viktigaste informanter i Berlin var statssekreteraren i utrikesministeriet, Auswärtiges Amt (till 1943), friherre Ernst von Weizsäcker. Från att ha varit omåttligt populär bland statsråden, sjönk Richerts stjärna efter den tyska invasionen av Danmark och Norge den 9 april 1940.[källa behövs] Efter invasionen var det Richert som informerade regeringen om Tysklands, genom Joachim von Ribbentrop, ökade krav bland annat om att transportera vapen genom Sverige till Norge. Richert ansåg det vara säkrare för Sverige att ge bifall då han ansåg att Sverige saknade militär styrka att stå emot ett anfall. En av Richerts starkaste kritiker, Sven Grafström, menade att Richert var protysk, något som senare tillbakavisats av bland andra Olof Rydbeck. År 1941 hävdade Richert att det var av "svenskt livsintresse" att påverka opinionen i protysk riktning, och tidigare, efter tyskarnas invasion av grannländerna, hade Richert förespråkat transiteringar genom landet (tidigare än det slutligen skedde), och förmodligen gick regeringen endast med på permittenttrafiken för att Richert eftertryckligt varnade för följderna om de nekade. Det hävdas att det är Richert som var kraften bakom regeringens undertryckande av kritiken mot Tyskland i svenska medier, däribland Torgny Segerstedts ledarartiklar. Vid krigsslutet förberedde han hemförandet av tillfångatagna norrmän och inledde den svenska hjälpverksamheten.[källa behövs]
Som diplomat var Richert elegant och korrekt, mycket självständig men ibland pådrivande.[källa behövs] Diplomaten Gunnar Hägglöf, som under många år hade ett nära samarbete med Richert, menade att denne ingav aktning och respekt och att han talade väl och metodiskt. Han offrade dock demokratiska friheter för en mer auktoritär och konservativ ordning, eftersom han ansåg att det var för landets bästa. Efter kriget uppenbarades det att en av hans kvinnliga medarbetare varit spion åt Gestapo, vilket han klandrades för offentligt. Uppdagandet ledde till rättegång, och fastän Richert friades från misstankar, misstänkliggjordes han av allmänheten och pressen.[källa behövs]
Richert hade en mycket svår diplomatisk roll, förlagd i Nazitysklands huvudstad, och han hade den otacksamma positionen att å ena sidan varna regeringen för hot om anfall, och å andra att förklara för Tyskland att Sverige stod emot deras begäran.[källa behövs]

### Generaldirektör och landshövding
År 1945 återkom Richert till Sverige, där han tjänstgjorde en kort tid vid Utrikesdepartementet innan han blev tillförordnad generaldirektör och chef för Kommerskollegium 1945–1948 samt envoyé i disponibilitet vid Utrikesdepartementet 1948–1949. Richert var landshövding i Älvsborgs län 1949–1954.
Richert var därtill ordförande i styrelsen för Dalslands kanal AB 1950–1969, ordförande i Statens förhandlingskommission i Göteborg 1955–1958 och ordförande i Riksföreningen för svenskhetens bevarande i utlandet 1955–1959.

### Familj

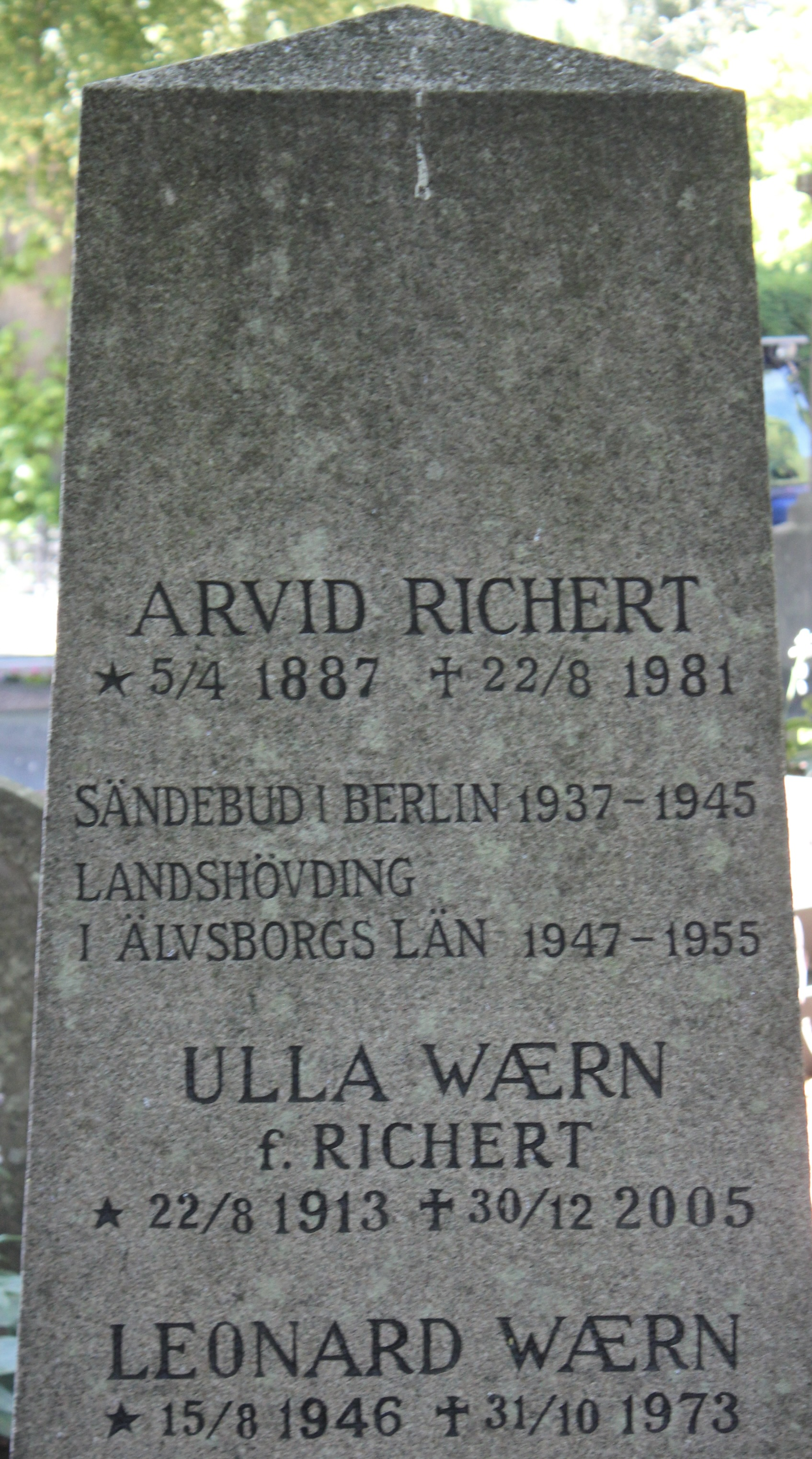
Arvid Richerts gravsten på Östra kyrkogården i Göteborg.

Arvid Richert var son till professor Gustaf Richert och Ellen af Billbergh född i adelsätten af Billbergh samt bror till företagsledaren Gösta Richert. Han var 1910–1924 gift med Margit Nisser, som var dotter till bruksägaren Martin Nisser och Elisabeth Wettergren och 1926 blev omgift med Sven Ramström. Makarna Richert fick döttrarna Ulla (1913–2005; gift Koch och Waern), Margareta (1917–2000; gift Fallenius), och Kristina (1919–2006; gift Bennet). Arvid Richert är gravsatt på Östra kyrkogården i Göteborg.

### Utmärkelser

#### Svenska utmärkelser
- Riddare av Nordstjärneorden, 1928.[13]
- Kommendör av andra klassen av Nordstjärneorden, 17 november 1931.[14]
- Kommendör av första klassen av Nordstjärneorden, 6 juni 1935.[15]
- Kommendör med stora korset av Nordstjärneorden, 6 juni 1944.[16]

#### Utländska utmärkelser
- Officer av bulgariska Sankt Alexanderorden, 1921.[17][18]
- Kommendör av belgiska Kronorden, 1927.[19][20]
- Storofficer av lettiska Tre Stjärnors orden, 1929.[21][22]
- Kommendör av första klassen av spanska Civilförtjänstorden, 1929.[21][22]
- Storkorset av Polonia Restituta, 1932.[23][24]
- Kommendör av första klassen av Republiken Österrikes hederstecken, 1932.[23][24]
- Storofficer av Rumänska kronorden, 1932.[23][24]
- Kommendör av franska Hederslegionen, 1934.[25][26]
- Storkorset av nederländska Oranien-Nassauorden, 1937.[27][28]
- Storkorset av Italienska kronorden, 1938.[28][29]
- Storkorset av Finlands Vita Ros’ orden, 1946.[30][31]
- Storkorset av norska Sankt Olavs orden, 1946.[30][31]
- Storkorset av danska Dannebrogorden, 1947.[31][32]
- Storkorset av Isländska falkorden, 1948.[32][33]
- Storkorset av grekiska Georg I:s orden, tidigast 1954 och senast 1965.[34][3]